# 裁判所職員
裁判所職員（さいばんしょしょくいん）とは、日本においては、最高裁判所、下級裁判所及び検察審査会に勤務する職員のことである。
最高裁判所長官、最高裁判所判事、高等裁判所長官、判事、判事補及び簡易裁判所判事からなる裁判官と、それ以外の職員（裁判所調査官、裁判所事務官、裁判所書記官、裁判所技官、家庭裁判所調査官など）に大別される。

## 官名の区分

### 裁判官
- 最高裁判所長官（1名、憲法6条2項、裁判所法5条1項、同法39条1項）
- 最高裁判所判事（14名、憲法79条1項、裁判所法5条1項、同法39条2項）
- 高等裁判所長官（同法5条2項、同法42条）
- 判事（同法5条2項、同法42条）
- 判事補（同法5条2項、同法43条）
  - 簡易裁判所判事（同法5条2項、同法44条、同法45条）

### 裁判官以外の裁判所の職員
- 最高裁判所事務総長（裁判所法53条）
- 最高裁判所裁判官の秘書官（同法54条）
- 司法研修所教官（同法55条）
- 裁判所職員総合研修所教官（同法56条の2）
- 最高裁判所図書館長（同法56条の4）
- 高等裁判所長官秘書官（同法56条の5）
- 裁判所調査官（同法57条）
- 裁判所事務官（同法58条）
- 裁判所書記官（同法60条）
- 裁判所速記官（同法60条の2）
- 裁判所技官（同法61条）
- 家庭裁判所調査官（同法61条の2）
- 家庭裁判所調査官補（同法61条の3）
- 執行官（同法62条）
- 廷吏（同法63条）

### その他の職員
- 司法委員、参与員、調停官、調停委員など各種非常勤職員

## 沿革
連合国軍占領下の日本において、大日本帝国憲法下の大審院と裁判所構成法が廃止され、新たに最高裁判所と裁判所法が設置され、最高裁は最高裁判所規則を公布し始めたが、占領期終了の前年である1951年（昭和26年）、国会で裁判所職員臨時措置法が成立し、裁判官及び裁判官の秘書官以外の裁判所職員の職階制、試験、任免、給与、能率、分限、懲戒、保障、服務及び恩給に関する事項が定められた。これは次の法律中の「人事院」を「最高裁判所」と、「人事院規則」を「最高裁判所規則」と読み替えたものであるが、最高裁判所規則は人事院規則と異なり官報に公示される規則が非常に少ない状態である。
1. 国家公務員法の主な条
2. 国家公務員の職階制に関する法律
3. 一般職の職員の給与に関する法律の主な条
4. 国家公務員に対する塞冷地手当及び石炭手当の支給に関する法律
5. 国家公務員災害補償法

## 地位・待遇
裁判所職員は、国家公務員法第2条第3項第13号により、特別職国家公務員とされており、国家公務員法や人事院規則の規定は直接に及ばない(ただし、裁判所職員臨時措置法によって国家公務員法等が適用・準用される事になる部分が存在する。また、国会や最高裁判所が裁判官以外の裁判所職員の待遇や報酬などを決定するにあたり一般職国家公務員に対する人事院規則や人事院勧告の内容が参考とされるなど、事実上一定の影響は受けている）。また、定員も総定員法の枠外で、個別法である裁判所職員定員法で定まっている。
人事に関する事項は、憲法、裁判所法のほか、裁判所職員臨時措置法に基づいており、同法に基づいて、国家公務員法、任期付法、一般職給与法、寒冷地手当法、国家公務員災害補償法、勤務時間法、国家公務員育児休業法、国家公務員倫理法における一般職の国家公務員に対する所定の規定が裁判所職員に準用されている。裁判官については裁判官報酬法、裁判官育児休業法など個別の法律が別に定められている規定もあるが、裁判官以外の裁判所職員については、給与や休業などの待遇は基本的には一般職の国家公務員とほぼ同等である。ただし、人事院規則や関係する政令、命令は最高裁判所規則と読み替えられるとされており（裁判所職員臨時措置法参照）、三権分立に基づく裁判所の独立性から法律施行の細則については、別に最高裁判所が定めることになる。
任命については、裁判官は内閣が任命し、裁判官以外の裁判所職員の任免及び勤務場所の指定は、裁判所法に基づき、最高裁判所の定めるところにより最高裁判所、各高等裁判所、各地方裁判所、各家庭裁判所が行うとされる（裁判所法第64条および第65条）。

## 採用
裁判官のうち多数を占める判事、判事補は、司法試験に合格し司法修習を修了して法曹資格を得た者を判事補として任用し、判事補として経験を積んだ者を判事に任用する職業裁判官が多数を占めている。
また、職業裁判官が裁判官以外のポストに就くことも可能であり、特に、最高裁判所事務総局の主要な局・課の局長・課長や高等裁判所の事務局長など、司法行政の重要なポストは裁判官をもって充てること（充て職）が慣例となっているものが多い。また、裁判官以外の裁判所職員の中で最も地位の高いポストである最高裁判所事務総長は、充て職ではないものの、常に司法行政に熟達した判事の中から任用されている。
裁判官以外の裁判所職員については、現在、毎年行われる公開の試験によって採用されている職種は裁判所事務官と家庭裁判所調査官補があり、裁判所書記官は裁判所事務官等からの試験選抜、家庭裁判所調査官は調査官補からの昇任により任用される。
なお、裁判所速記官は、以前は研修生の試験採用が行われていたが、1998年に研修生の養成が停止されて以来、新規に採用されていない。
特別職の国家公務員（約30万人）のうち、自衛官を含む防衛省職員（約26.8万人）に次いで多いのが裁判所職員である（約2.6万人）。